# 朱静 (足球运动员)
朱静（1978年3月2日—），中国足球运动员，中国国家女子足球队成员。曾代表中国参加1999年国际足联女子世界杯，最终获得亚军。她也参加了2000年夏季奥林匹克运动会女子足球比赛，获得第五名。